# ジョルジュ・ド・ラ・トゥール
ジョルジュ・ド・ラ・トゥール（Georges de La Tour, 1593年3月19日 - 1652年1月30日）は、ロレーヌ公国（現フランス領のロレーヌ地方）で17世紀前半に活動し、キアロスクーロを用いた「夜の画家」と呼ばれる。
ラ・トゥールは生前にはフランス王ルイ13世の「国王付画家」の称号を得るなど、著名な画家であったが、次第に忘却され、20世紀初頭に「再発見」された画家である。残された作品は少なく、生涯についてもあまり詳しいことはわかっていない。作風は明暗の対比を強調する点にカラヴァッジョの影響がうかがえるが、単純化・平面化された構図や画面にただよう静寂で神秘的な雰囲気はラ・トゥール独自のものである。

## 生涯

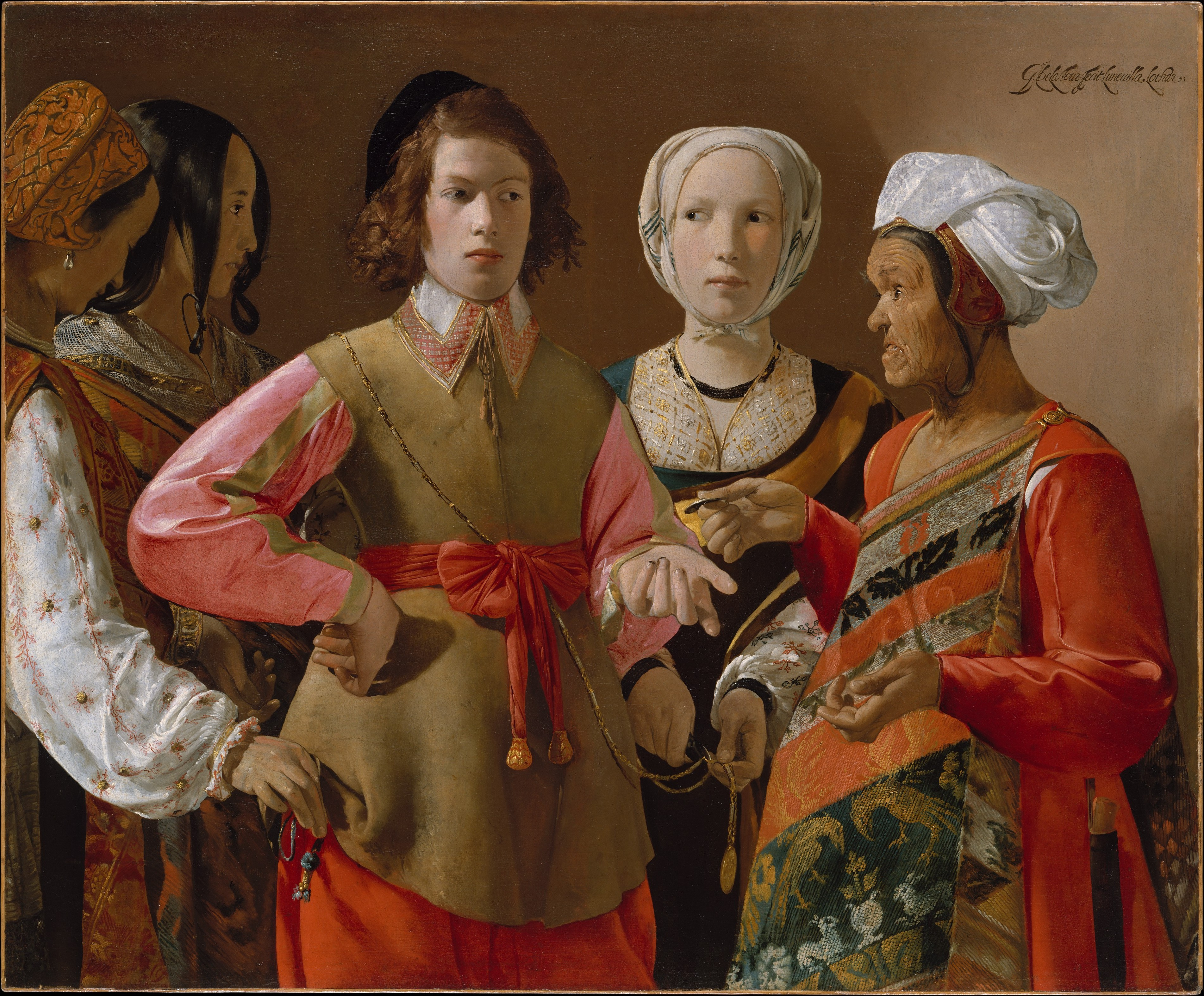
『女占い師』、メトロポリタン美術館

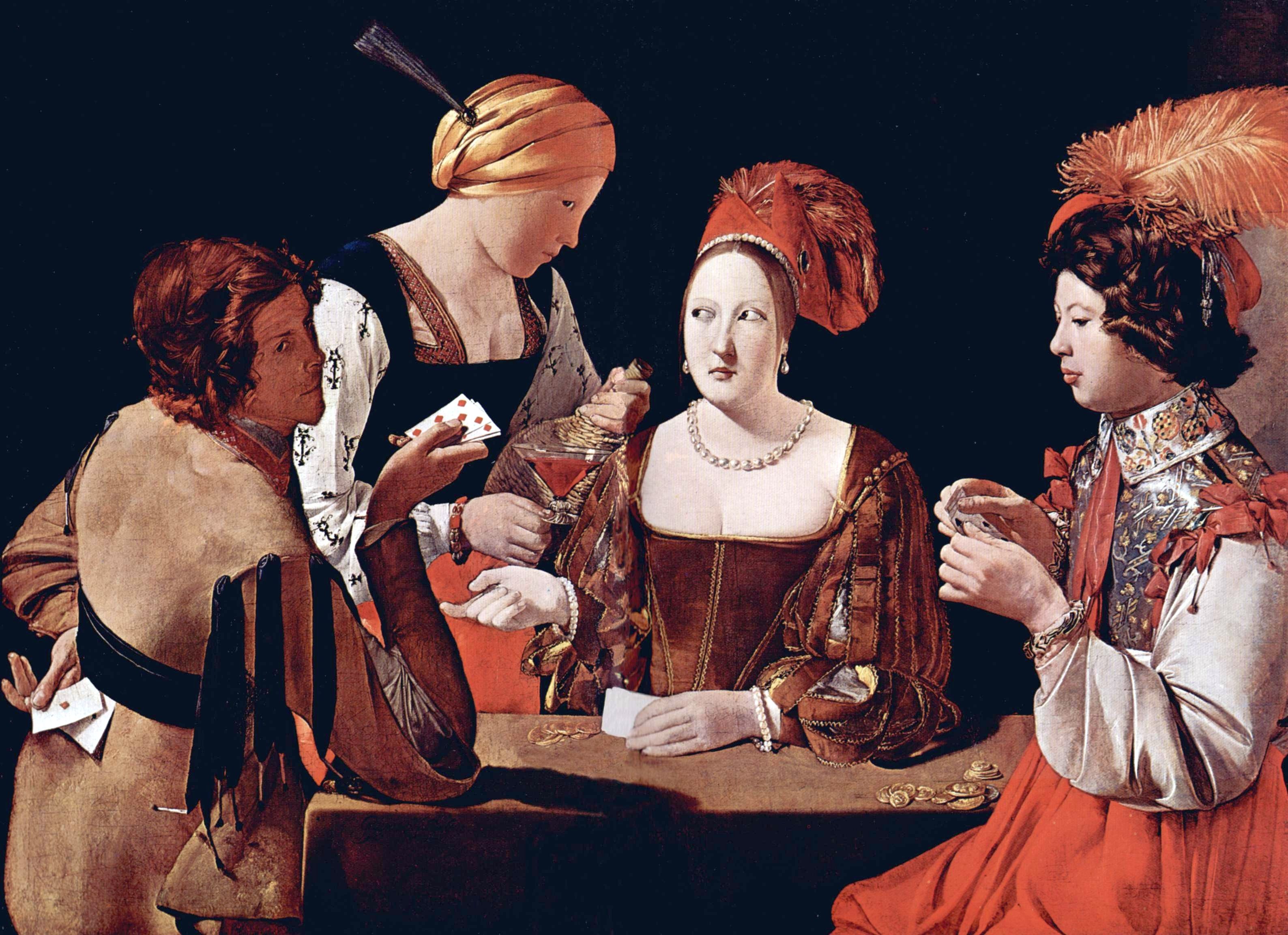
『ダイヤのエースを持ついかさま師』、ルーヴル美術館

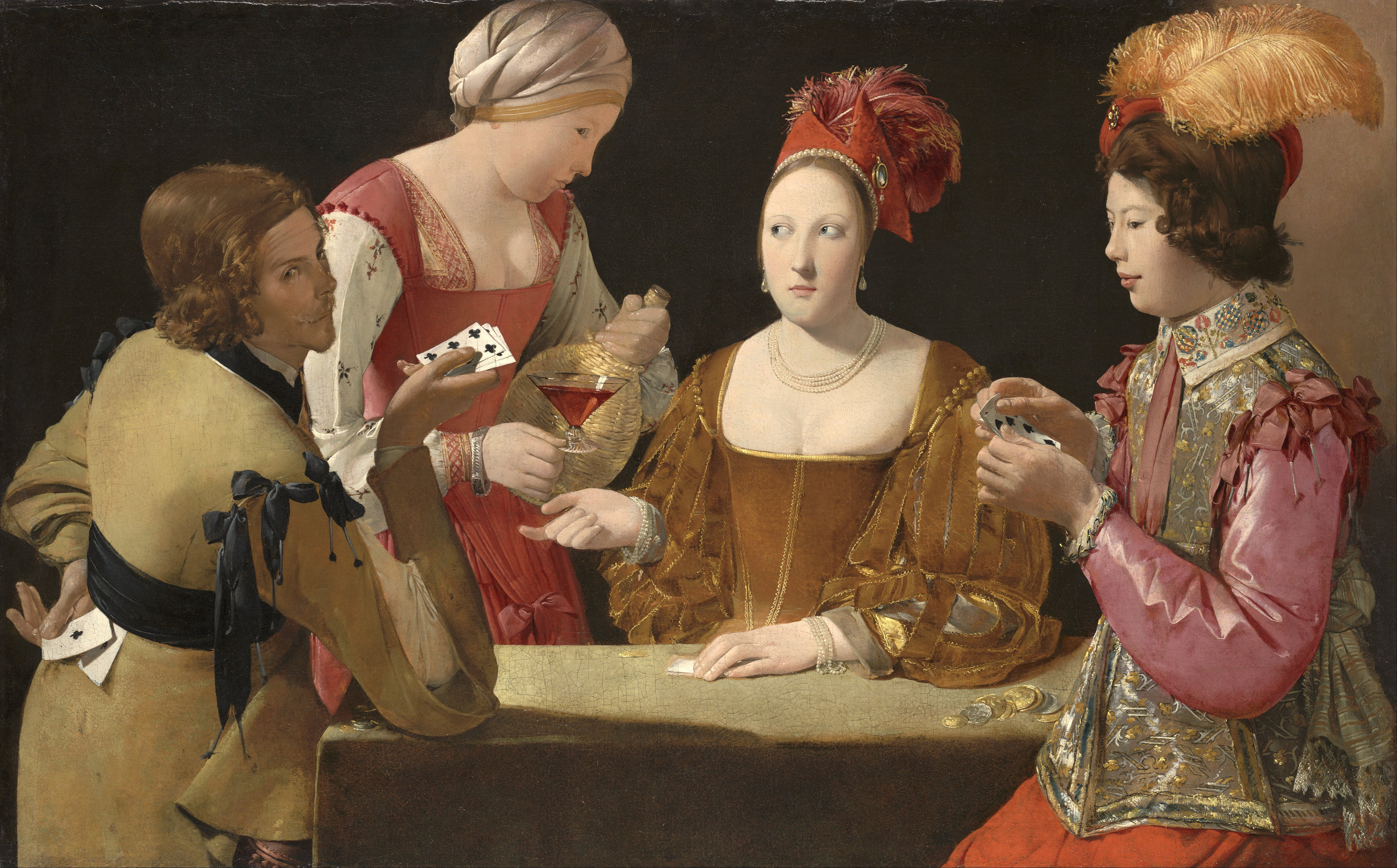
『クラブのエースを持ついかさま師』、キンベル美術館

ラ・トゥールは1593年、当時まだフランスの一部ではなかったロレーヌ（ロートリンゲン）公国の小さな町ヴィック＝シュル＝セーユに生まれた。家業はパン屋だったという。少年時代や修業時代のことについてはあまり詳しくわかっていないが、1617年からは同じロレーヌ地方の町リュネヴィルに移住して活動し、1620年には弟子がいたことがわかっており、この頃には画家としての地位を確立していたものと見られる。この当時の画家の常として、ラ・トゥールも修業時代にはイタリアなどの外国を遍歴したものと思われるが、彼がイタリア等に滞在したという確かな証拠は見つかっていない。
1639年にはパリに出て、国王ルイ13世から「国王付画家」の称号を得ている。ラ・トゥールの代表作の1つである『イレネに介抱される聖セバスティアヌス』はルイ13世のお気に入りの絵だったという。
その後リュネヴィルに戻り活動を続けるが、1652年1月、伝染病（当時ヨーロッパ全体で流行していたペストと伝わる）のため15日に妻、22日に子を相次いで失い、30日に画家本人も後を追うように死去した。

## 作風

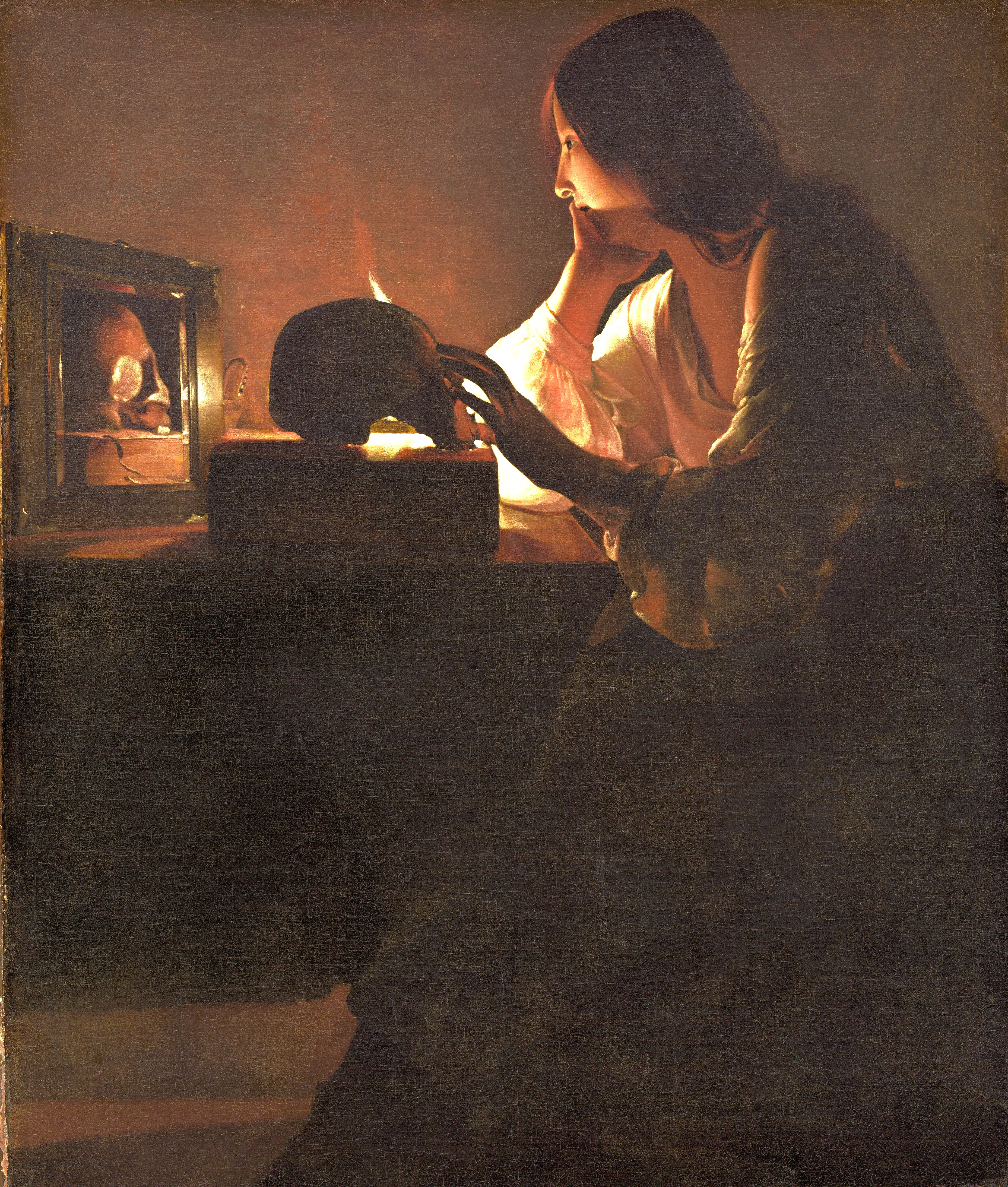
『鏡の前のマグダラのマリア (悔悛するマグダラのマリア)』ナショナル・ギャラリー (ワシントン)

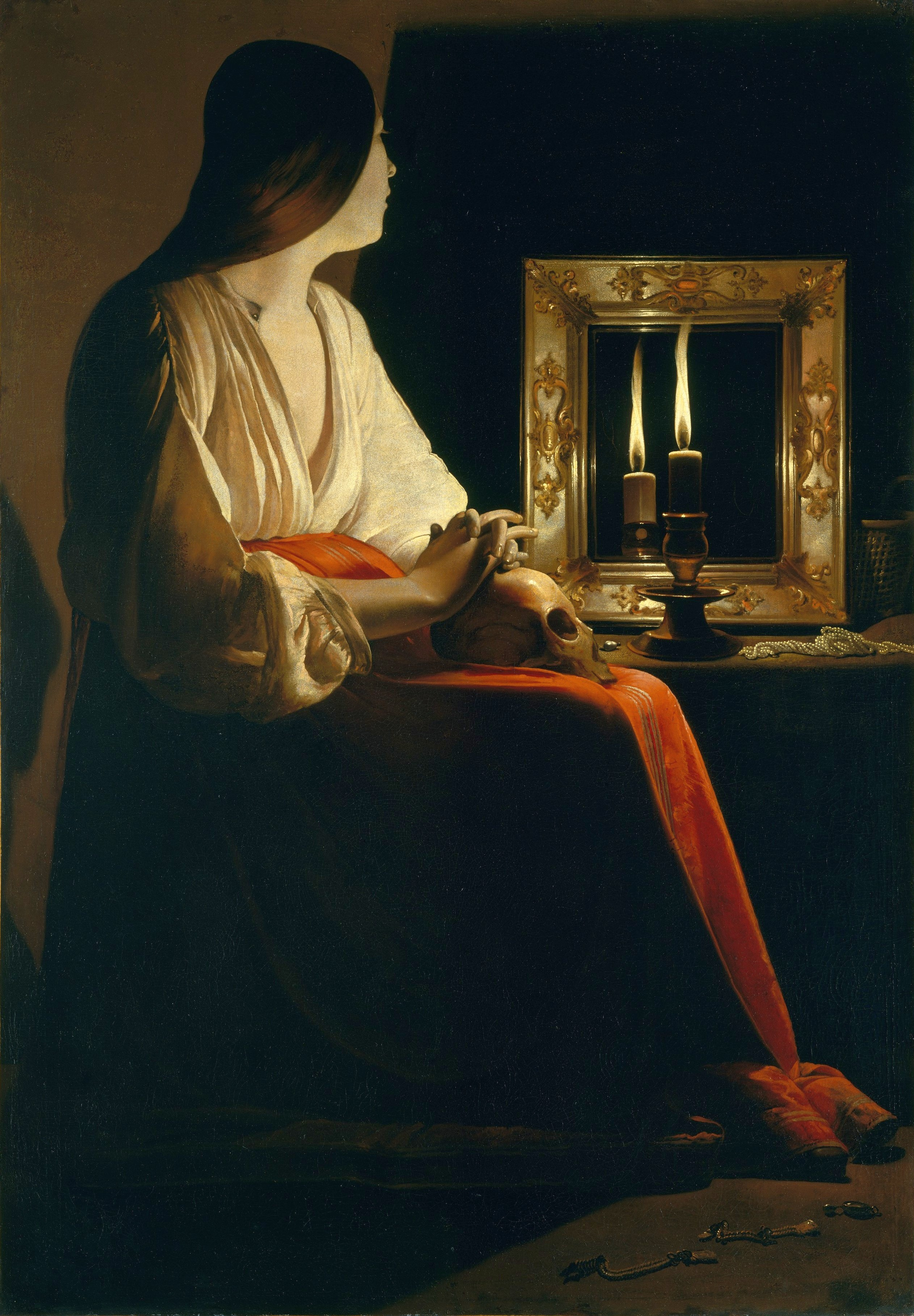
『ふたつの炎のあるマグダラのマリア (悔悛するマグダラのマリア)』メトロポリタン美術館

ラ・トゥールが活動したのは17世紀前半である。当時のヨーロッパはバロック美術の全盛期であり、フランス画壇では古典主義の大家ニコラ・プッサンが活動していたが、ロレーヌのような地方にはパリやローマのような都会とは異なった独自の画風をもった画家たちが存在していた。
ラ・トゥールの作品には、『いかさま師』、『女占い師』のような風俗画系統のものと、聖書に題材をとったものとがある。後者の系列は『悔い改めるマグダラのマリア』、『大工の聖ヨセフ』のように夜の情景を描いたものが多い。これらの作品の多くでは画面のかなりの部分を闇が占め、人物を照らす光はろうそく、たいまつなどの単一の光源から差し、「明」と「暗」の劇的な対照が見られる。人物などの形態は平面化、単純化され、モチーフはぎりぎりまで切り詰められているが、画面には深い精神性と宗教的感情が感じられる。
ラ・トゥールの名は18世紀には忘れられ、彼の作品はスペインの画家の作品だと思われていた時期もあった。ラ・トゥールの存在が再認識され始めたのは20世紀初頭であり、ドイツの研究者ヘルマン・フォスがレンヌ美術館の『新生児 (聖誕)』と、ナント美術館 の『聖ヨセフの夢』、『聖ペテロの否認』の計３作品をラ・トゥール作と確認したのは1915年のことであった。1934年にパリで開催された「現実の画家たち」展という、それまで一般に知られていなかった地方画家の作品を集めた展覧会でラ･トゥールがあらためて注目されるようになり、第二次大戦後の1972年にはパリで大規模なラ･トゥール展が開催された。1972年の展覧会以降、新たにラ・トゥール作とされた作品が増えたものの、そのうち何点を真作とするかは研究者の間でも意見が分かれている（現存するラ・トゥールの真作は20数点とする研究者もいるが、60数点とする説もある）。
ラ・トゥール作品の特色の1つは、レパートリーが狭く、同じテーマ、同じ構図の作品が複数存在する例が多いことである。たとえば、真夜中にろうそくの光のもとで瞑想するマグダラのマリアを描いた『悔悛するマグダラのマリア』は4点あり、『いかさま師』は全く同構図の絵がルーヴル美術館とキンベル美術館（アメリカ、フォートワース）にある。これについては、画家本人が複数の同じ作品を描いただけでなく、息子のエティエンヌの作品が含まれているのではないかとする説もある。

## 代表作
ラ・トゥールの各作品の製作年代については、研究者や文献によって相違があることを付記する。
- 『手紙を読む聖ヒエロニムス』（1621－1623年頃）ハンプトン・コートロイヤル・コレクション（ロンドン）
- 『聖トマス』（1624年頃）国立西洋美術館（東京）
- 『ハーディ・ガーディ弾き』(1620-1625年頃) ナント美術館
- 『犬を連れたハーディ・ガーディ弾き』(1622-1625年頃) ベルグ・モン・デ・ピティエ美術館（英語版）
- 『手紙を読む聖ヒエロニムス』 (1627-1629年) プラド美術館に寄託
- 『盲目のハーディ・ガーディ弾き』(1620-1630年) プラド美術館
- 『老人』（1624-1650頃）デ・ヤング美術館（サンフランシスコ）
- 『いかさま師』（1625年頃）- 2枚の絵が残っている。ほぼ同じ構図であるものの、いかさま師が持つカードの図柄など細部に違いがあり、ルーヴル美術館所蔵の絵は『ダイヤのエースを持ついかさま師』、キンベル美術館所蔵の絵は『クラブのエースを持ついかさま師』と呼ばれる。
- 『辻音楽師の喧嘩』（1625－1630年頃）J・ポール・ゲティ美術館
- 『金の支払い』（1630年頃） リヴォフ美術館（ウクライナ）[2]
- 『悔悛する聖ヒエロニムス』(1630-1635年頃）２点のヴァージョンがあり、それぞれグルノーブル美術館 (フランス)、ストックホルム国立美術館に所蔵されている。
- 『聖ヨセフの夢』（1642年頃） ナント美術館 (フランス)
- 『女占い師』（1632－1635年頃）メトロポリタン美術館
- 『蚤をとる女』 (1632－1635年頃) 　ロレーヌ歴史博物館（英語版） (フランス)
- 『鏡の前のマグダラのマリア (悔悛するマグダラのマリア)』（1635-40年頃）ナショナル・ギャラリー (ワシントン)
- 『ゆれる炎のあるマグダラのマリア (悔悛するマグダラのマリア)』（1638-40年頃）ロサンゼルス・カウンティ美術館
- 『ふたつの炎のあるマグダラのマリア (悔悛するマグダラのマリア)』（1640年頃）メトロポリタン美術館
- 『灯火の前のマグダラのマリア (悔悛するマグダラのマリア)』（1640年頃）ルーヴル美術館
- 『大工の聖ヨセフ』（1642年頃）ルーヴル美術館
- 『羊飼いの礼拝』（1644年頃）ルーヴル美術館
- 『新生児 (聖誕)』（1648年頃）レンヌ美術館（フランス）
- 『煙草を吸う男』（1646年頃） 東京富士美術館
- 『聖イレーネに介抱される聖セバスティアヌス』（1649年頃）ルーヴル美術館、ベルリン美術館 (ルーヴル作品の複製)
- 『妻に嘲笑されるヨブ』（1620-1650年） ヴォージュ美術館（英語版）、 エピナル（フランス）
- 『聖ペテロの否認』（1650年） ナント美術館（フランス）
- 『サイコロ遊びをする人々』 (1650年ごろ)  プレストン・パーク美術館 (イギリス)